# الحصان الزناتي الإسباني

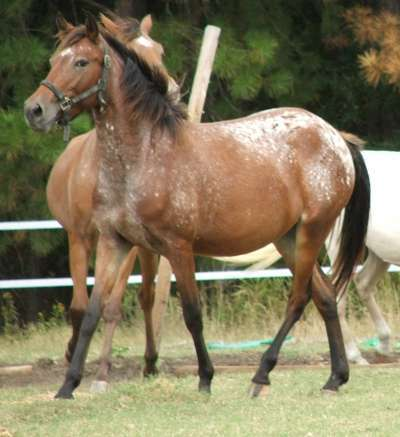
حصان زناتي إسباني

الحصان الزناتي الإسباني أو الجينيت (بالإنجليزية: Spanish Jennet Horse)‏ هو سلالة أمريكية حديثة من المفترض أن يكون مشابها للحصان الجينيت التاريخي .

## التسمية
ترجع تسمية الحصان الزناتي الإسباني إلى قبيلة زناتة الأمازيغية التي شكلت فرق الفرسان داخل الجيش الإسلامي بالأندلس.

## التاريخ
فتح المسلمون الأندلس بقيادة طارق ابن زياد بدءا من القرن الثامن الميلادي وحتى القرن الحادي عشر الميلادي، كونت قبائل زناتة فرق الفرسان الغزاة واشتهروا بمهارتهم بالفروسية والرماية و رشاقتهم وشجاعتهم كما عرفوا بتكيتكاتهم العسكرية الفريدة. إندهش القشتاليون من هذه الفرق العسكرية وقرروا القيام بإنشاء وحدات شبيهة لها سميت بالجناتي، وكان أول ما قاموا به هو تهجين الحصان البربري الذي استخدمه الزناتيون بالحصان الأيبيري فأنتجوا الحصان الزناتي الإسباني.
كان الحصان الجينيت حصانا متماسكا وقويا وهادئا، يتميز بمشات مرنة ومرموقة، غالبًا ما تستخدم كخيل سرج خفيف وقد استخدم في سلاح الفرسان القشتالي الخفيف فشاركوا به بحروب الإسترداد، كما شرع المستعمرون به في غزو العالم الجديد. إشتهر الحصان الزناتي كثيرا في العصور الوسطى وانتشر في جميع أنحاء أوروبا، فكانت مصدرا للعديد من الخيول المعروفة الآن مثل الحصان الأندلسي والفريزيان و اللوسيتانيان . كما استوردها المستوطنون إلى الأمريكتين، وولدت معظم الأجناس الأمريكية المعروفة اليوم.
أطلقت ميليشيا فرنسية من القرن الثامن عشر على نفسها اسم "الزناتيين"، لأنها كانت تستعمل الحصان الزناتي الإسباني .

## الصفات

### الصفات الجسدية
- متوسط الطول : 137 إلى 157 سنتيمتر
- شكل الرأس : متوسط الحجم بمظهر جانبي مستقيم أو محدب قليلاً
- العيون :كبيرة وذكية
- الرقبة : متوسطة الطول، مقوسة جيدًا ومرتفعة
- الظهر : متوسط الطول وقوي
- الأرجل : جافة مع وجود مفاصل كبيرة
- الحوافر : صغيرة ومتينة

### الألوان التقليدية
- البينتو
- الأبالوزا

### الإستعمال
- ركوب الخيل
- العسكري
- الإحتمال

## السلالات الحديثة المنحدرة من حصان الجينيت التاريخي
أدى إنتشار الجينيت الإسباني في العصور الوسطى إلى ظهور السلالة الحديثة مثل الحصان الزناتي الإسباني، وكذالك باسو فينو وبيرو باسو، وربما تكون هذه السلالات الثلاثة هي الأقرب إلى الجينيت الإسبانية الأصلية.
الحصان الأندلسي (يسمى كذالك بالإسباني الأصيل) هو أيضًا سليل من سلالة الجينيت الإسبانية . ولا ننسى كذالك الفريزيان و اللوسيتانيان وغيرهم .